# Nachtschicht – Es lebe der Tod
Nachtschicht – Es lebe der Tod ist ein deutscher Fernsehfilm aus dem Jahr 2018. Der fünfzehnte Teil der ZDF-Krimireihe Nachtschicht hatte auf dem Filmfest Hamburg am 2. Oktober 2018 seine Premiere. Die TV-Erstausstrahlung lief am 12. November 2018 im ZDF.

## Handlung
Möbelhausbesitzer Johnny de Groot erleidet im Bordell einen Herzinfarkt und wird für tot gehalten. Um keinen Ärger zu bekommen, bringen die Bordellbetreiber Angelo und Claude den Mann in den Wald. Während sie sich darüber streiten, ob sie die vermeintliche Leiche so einfach vergraben können, erwacht Groot. Dieser will die prekäre Situation für seine Zwecke ausnutzen und eine von Angelos Angestellten als Gegenleistung für die Unannehmlichkeiten „freikaufen“. Doch Angelo lässt sich nicht darauf ein und erschießt Groot am Ende.
Anita de Groot gibt am nächsten Tag eine Vermisstenanzeige auf, da ihr Mann seit 24 Stunden nicht mehr auffindbar ist.
Hauptkommissar Erichsen und Elias Zekaries vom Hamburger Kriminaldauerdienst nehmen sich des Falles an und recherchieren als erstes in dem Bordell. Erichsen ist klar, dass hier etwas nicht stimmt, nimmt sowohl Angelo Amtmann als auch Claude Kotcheff mit aufs Revier, wo Kotcheff aber von seinem Anwalt schon bald wieder herausgeholt wird. Auf dem Revier erscheint aber auch ein Zeuge, der als Vogelkundler in der Nacht im Sachsenwald eine Beobachtung gemacht haben will und dies zur Anzeige bringen möchte, wenn es dafür eine Belohnung gebe. Erichsen muss dies ablehnen, woraufhin der Zeuge unverrichteter Dinge das Revier verlässt. Er wendet sich deshalb an Bordellbetreiber Kotcheff und will ihn erpressen, was für den Mann jedoch tödlich endet.
Währenddessen erscheinen bei Anita de Groot zwei Männer, die behaupten, ihr Mann würde ihnen Geld schulden. Sie lassen keinen Zweifel daran, dass sie es ernst meinen und ihr Geld wiederhaben wollen. Sie kann die beiden aber überlisten und macht sich nun selbst auf die Suche nach ihrem Mann. Die Polizei ist davon überzeugt, dass die Lösung des Falls im Bordell zu finden ist, doch Zora Hagopian, die junge Frau, mit der Johnny de Groot zuletzt zusammen gewesen war, ist verschwunden. Erichsen hält sie für gefährdet, da er vermutet, dass Angelo und Claude sie als Zeugin beseitigen könnten. Nachdem er Zora ausfindig gemacht hat und mit aufs Revier nimmt, wird auch sie umgehend von Kotcheffs Anwalt wieder „befreit“. Doch sie befolgt den Rat der Polizei und hält sich von dem Bordell fern. Stattdessen kontaktiert sie Anita de Groot, die angeboten hatte, ihr zu helfen. Sie selbst hatte früher auch als Prostituierte gearbeitet, bis de Groot sie dort herausgeholt hatte. Somit kennt sie das Milieu und auch die Gefahren. Beide beschließen, gemeinsam ein neues Leben anzufangen, doch als Anita von Zora erfährt, dass ihr Mann zwar tot ist, aber heimlich fast eine Million Euro in einem Schließfach deponiert hat, setzt sie alles daran, den Schlüssel dafür zu finden, den Johnny vermutlich in seiner Hosentasche hat. Nachdem sie die Stelle im Wald in Erfahrung bringen kann, an der ihr Mann vergraben wurde, macht sie sich mit Zora Hagopian auf den Weg dorthin, wo sie jedoch von Erichsen „abgefangen wird“. Angelo hatte ihm die Stelle verraten, nachdem er den Mord an de Groot seinem Kollegen Claude Kotcheff in die Schuhe schieben konnte, als dieser im Streit von jemandem erschossen wurde.

## Hintergrund
Die Dreharbeiten unter dem Arbeitstitel Mord ohne Leichen dauerten vom 14. September bis zum 19. Oktober 2017 und fanden in Hamburg statt, unter anderem im Sachsenwald.

## Rezeption

### Einschaltquote
Bei der Erstausstrahlung am 12. November 2018 im ZDF erreichte der Film 6,18 Millionen Zuschauer und 19,5 Prozent des Gesamtmarktanteils.

### Kritiken
Rainer Tittelbach von tittelbach.tv bewertete die Episode positiv und schrieb: „Schon der Plot lässt keinen Zweifel daran, dass die 15. Episode der Ausnahme-Reihe […] das kriminelle Scenario mal wieder auf die leichte Schulter nimmt. Cool und ironisch, lakonisch und wuchtig zugleich lässt Lars Becker in ‚Es lebe der Tod‘ ein Dutzend vorzugsweise schräger Typen aufeinander losgehen. Wie immer in dieser Reihe führen die Episodenfiguren ein Eigenleben. Und so weiß der Zuschauer immer ein bisschen mehr als das Hamburger KDD-Team und kann sich lustvoll im Sessel zurücklehnen – bei diesem clever gedrechselten, dialogisch knackigen, temporeichen, top besetzten, grotesk überdrehten, spannenden Kiez-Krimi.“
Bei Quotenmeter.de meinte Julian Miller: „Krimis mit Selbstironie, die sich nicht damit begnügen, ‚ungleiche Ermittlerpaare‘ oder intellektuelle Sonderlinge auf die Zuschauer loszulassen, sieht man im öffentlich-rechtlichen Mitknobelbetrieb nicht alle Tage – besonders nicht, wenn sie wie ‚Es lebe der Tod‘ das eigene Genre und die sehr spezielle Machart deutscher Fernsehfilme persiflieren.“
Kino.de urteilte: „Auch der 15. Film der Eine-Nacht-Geschichten strotzt nur so vor kuriosen, aber dennoch sehr fein herausgearbeiteten Charakteren. Gut und Böse sind nicht eindeutig voneinander zu trennen, reine Unsympathen sucht man vergebens. Die Geschichte um einen verschwundenen, totgeglaubten, auferstandenen, erschossenen Möbelhaus-Patron hält viele Winkelzüge bereit und ein Hintertürchen für heldenhafte (Ex)Huren.“
Martin Weber nennt den Film bei der Neuen Westfälischen „Herrlich skurril“ und auch die Kritiker der Fernsehzeitschrift TV Spielfilm lobten den Krimi und meinten: Wieso Tod? Es lebe die ‚Nachtschicht‘!